# 加利福尼亞裂尾魚
加利福尼亞裂尾魚（学名：Pogonichthys ciscoides）是輻鰭魚綱鯉形目雅羅魚科裂尾魚屬的其中一個種，該物種分布於北美洲美國加州克利爾湖及其支流的特有種，體長可達36公分，因外來種入侵，造成滅絕。